# Joint Communications Unit

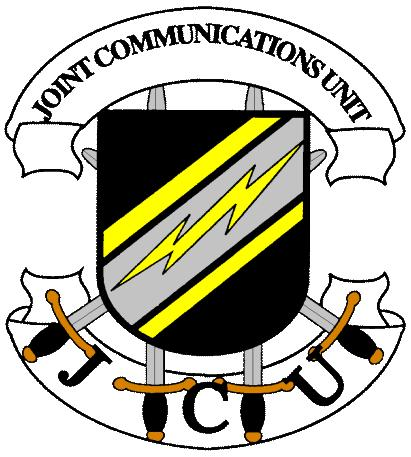
Wappen der Joint Communications Unit

Die Joint Communications Unit (JCU; deutsch Vereinigte Fernmeldeeinheit) ist eine teilstreitkraftübergreifende technische Spezialeinheit für Telekommunikation und Fernmeldewesen aller Art. Sie ist Teil des US Joint Special Operations Command (JSOC), eines Verbundkommandos, das für die weltweite Terrorismusbekämpfung der US-Streitkräfte verantwortlich ist.

## Auftrag
Die Joint Communications Unit stellt die gesamte technische Kommunikation aller Einheiten des JSOC sicher, in Ruhezeiten und im Einsatz. Insbesondere bei verdeckten Operationen hinter feindlichen Linien, sorgt sie dafür, dass der Kontakt zu den Operators der Delta Force oder Naval Special Warfare Development Group (ehemals Seal Team 6) nicht abreißt. Sie ist verantwortlich für die technische Standardisierung und Kompatibilität der Kommunikationsmittel mit übergeordneten Kommandos und anderen US-Behörden, wie der CIA und NSA. Dabei ist die JCU in der Lage unter allen nur erdenklichen Bedingungen und von verschiedensten Plattformen (Fahrzeuge, Flugzeuge, Schiffe etc.) aus die Kommunikation aufrechtzuerhalten.
Sie ist ferner zuständig für die Kommunikation des JSOC mit der National Command Authority (NCA).

## Organisation
Die JCU ist zusammen mit anderen Einheiten des JSOC in Fort Bragg im US-Bundesstaat North Carolina stationiert.
Da die JCU eine Verbundeinheit ist, dienen in ihr Fernmeldespezialisten aus allen Teilstreitkräften. Durch dieses Konzept des gemischten Verbandes soll sichergestellt werden, dass es keine „Reibungsverluste“, Rivalitäten oder Missverständnisse gibt zwischen den einzelnen Teilstreitkräften.

## Rekrutierung und Ausbildung
Die Einheit rekrutiert ihre Logistik-, Fernmelde-, Computer- und Elektronikexperten aus allen Teilstreitkräften. Entscheidend dabei ist weniger der Verteilungsschlüssel, als die individuelle Qualifikation und die Teamfähigkeit. Auch zivile Spezialisten können sich bewerben.
Da die JCU eine Airborne Unit ist, also komplett sprungtauglich, müssen Aspiranten diese Fähigkeit gegebenenfalls nachträglich an der US Army Basic Airborne School erwerben. Auf Grund ihres Spezialeinheitenstatus werden neben den technischen Anforderungen auch sehr hohe an die Physis der Aspiranten gestellt. Die Ausbildung umfasst die Bereiche UHF- und SHF-Satellitensysteme, LAN-, WAN- und IDNX-Systeme, Installation glasfasergestützter Systeme und andere modernste Kommunikationstechnik.

## Ausrüstung
Auf Grund der Aufgabenstellung verfügt die Einheit über die modernste Kommunikationstechnik, die es gibt. Sie ist dabei auch nicht auf den normalen Beschaffungsweg des US-Militärs angewiesen, sondern erwirbt, falls erforderlich, auch Ausrüstung auf dem Weltmarkt oder von anderen Bundesbehörden (beispielsweise von der NSA oder CIA). Insbesondere im Hinblick auf die Adaption der Kommunikationswege mit diesen Diensten kann es vorkommen, dass die JCU über Technik verfügt, wie sonst keine weitere entsprechende Einheit innerhalb der US-Streitkräfte.

## Geschichte
Die Auswertung der missglückten Geiselbefreiung in Teheran (Operation Eagle Claw) 1980 ergab unter anderem, dass inkompatible Kommunikationsstandards und -technik der einzelnen Teilstreitkräfte für das Scheitern der Operation verantwortlich waren.
Um diese Missstände künftig zu vermeiden, ordneten die Vereinigten Stabschefs die Aufstellung der Joint Communications Unit an, die als Verbundeinheit aus verschiedenen Teilstreitkräften das militärische Fernmeldewesen standardisieren und optimieren sollte. Sie wurde Ende 1980 in Fort Bragg aktiviert und dem ebenfalls neu aufgestellten Joint Special Operations Command unterstellt. Das Rumpfpersonal rekrutierte sich aus dem Joint Communication Support Element (JCSE) (Vereinigte Kommunikationabteilung), der Fernmeldeabteilung der Vereinigten Stabschefs selbst, und bestand deshalb von Anfang an aus handverlesenen Experten auf ihrem jeweiligen Gebiet.
Im Juni 1981 übernahm die JSU die Verantwortlichkeit von dem Joint Communication Support Element (JCSE) für die gesamte Telekommunikation bei militärischen Antiterroroperationen weltweit.
1983 war die JCU für die Telekommunikation während der Eroberung des karibischen Inselstaates Grenada (Operation Urgent Fury) verantwortlich und erhielt anschließend für ihren Einsatz den Joint Meritorious Unit Award.
1985 wurde sie zusammen mit der Delta Force nach Italien entsandt, um bei der geplanten Kaperung des entführten Kreuzfahrtschiffes Achille Lauro die Kommunikation sicherzustellen.
1990 wurde die Einheit im Rahmen der Operation Desert Storm nach Saudi-Arabien verlegt, wo sie Spezialeinsätze (Jagd auf Scud-B-Raketenstellungen, Aufklärungseinsätze und Zielbeleuchtungsmissionen mit Laserdesignatoren für Smartbombenangriffe) der für diesen Kriegseinsatz gebildeten Joint Special Operations Task Force (die Summe aller Spezialeinheiten auf diesem Kriegsschauplatz) kommunikationstechnisch unterstützte. Es gelang ihr in den oft kritischen Phasen, stets die Kommunikation der weit hinter den feindlichen Linien operierenden sogenannten Special Mission Team mit den Kommandostellen zu gewährleisten, wofür sie einen weiteren Joint Meritorious Unit Award verliehen bekam.
1993 unterstützte sie die Delta Force und das 24th Special Tactics Squadron während der Schlacht von Mogadischu.

## Sonstiges
Die JCU genießt mittlerweile den Ruf, die beste Fernmeldeeinheit des US-Verteidigungsministeriums (Department of Defense) zu sein (Department of Defense's Finest Communicators).